# Macledium relhanioides
Macledium relhanioides là một loài thực vật có hoa trong họ Cúc. Loài này được (Less.) S.Ortiz mô tả khoa học đầu tiên năm 2001.